# نمیر
نمیر، روستایی از توابع بخش هلیلان شهرستان هلیلان در استان ایلام ایران است.

## جمعیت
این روستا در دهستان زردلان قرار دارد و براساس سرشماری مرکز آمار ایران در سال ۱۳۸۵، جمعیت آن زیر سه خانوار بوده‌است.